# 11th Army Group

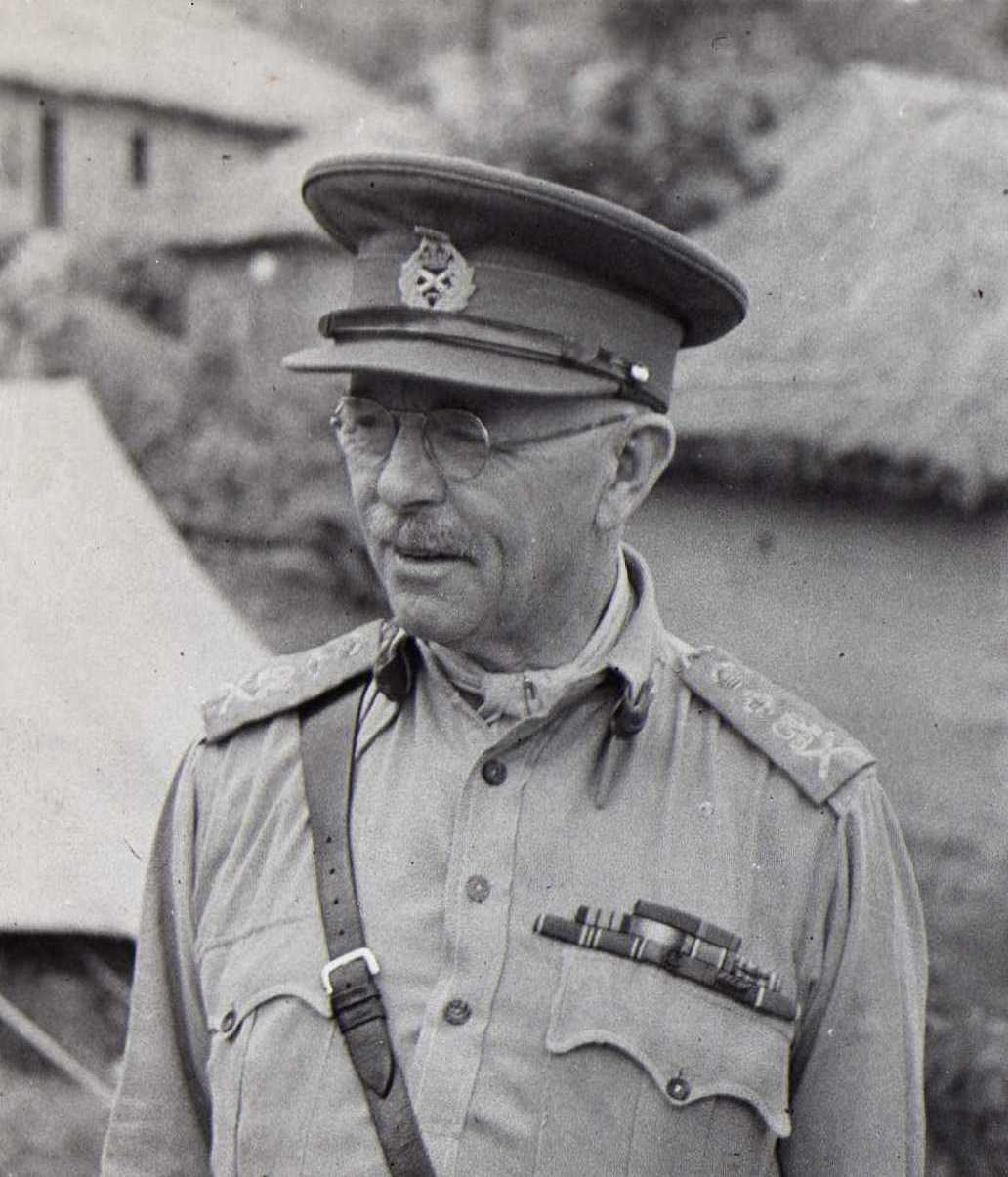
George Giffard war 1943–1944 der Befehlshaber der 11. Heeresgruppe

Die 11th Army Group (deutsch 11. Heeresgruppe) war im Zweiten Weltkrieg im Zeitraum 1943–1944 eine Heeresgruppe der britischen Armee. Die Heeresgruppe hatte neben den Truppen Großbritanniens und Britisch-Indiens zeitweise auch den Befehl über US-amerikanische und chinesische Soldaten inne.
Das Hauptquartier der Heeresgruppe wurde im November 1943 unter dem Kommando von Generalleutnant George Giffard aufgestellt, um für das neue South East Asia Command (SEAC) unter Louis Mountbatten die Landkriegsführung zu koordinieren. Hauptquartier des SEAC war in Ceylon (heute: Sri Lanka). Aufgrund der geographischen Aufteilung zwischen den verschiedenen alliierten Oberkommandos im Pazifikraum bedeutete das, dass hauptsächlich der Burmafeldzug in die Zuständigkeit der 11th Army Group fiel, während andere Oberkommandos (SWPA, POA) für weiter östlich gelegene Teile des Pazifikraums zuständig waren.
Der wichtigste Großverband, welcher der 11th Army Group unterstellt war, war die britische 14. Armee, die im Burmafeldzug kämpfte. Neben der 14. Armee verfügte die 11th Army Group nur noch über kleinere Verbände wie das Ceylon Army Command.
Während ihrer Existenz war die 11th Army Group von Rivalitäten zwischen britischen und US-amerikanischen Generälen geplagt: Joseph Stilwell, der in Burma das amerikanisch-chinesische Northern Combat Area Command (NCAC) befehligte, verweigerte sich der Integration in die 11. Heeresgruppe und argumentierte mit seinen politischen Verpflichtungen gegenüber Franklin D. Roosevelt und insbesondere gegenüber Chiang Kai-shek. Er wurde stattdessen direkt Louis Mountbatten unterstellt. Eine Lösung des Problems bahnte sich an, nachdem Stilwell aufgrund persönlicher Machtkämpfe bei Chiang Kai-shek ab Juli 1944 in Ungnade fiel. Stilwell am 28. Oktober 1944 abberufen und in Burma durch General Daniel Sultan abgelöst wurde.
Die 11th Army Group wurde am 12. November 1944 in Allied Land Forces South East Asia (ALFSEA) umbenannt, wodurch nicht zuletzt der britische Aufbau der 11th Army Group in eine inter-alliierte Struktur umgewandelt werden sollte. Der neue Befehlshaber wurde Oliver Leese. Insgesamt hatten etwa 1.000.000 alliierte Soldaten im Bereich des South East Asia Command gedient, hierbei entfielen auf Britisch-Indien etwa 700.000, zu denen noch einmal 100.000 weiße Briten, 90.000 Kolonialsoldaten aus West- und Ostafrika sowie kleine Kontingente von Drittstaaten kamen.